# Marc-Vivien Foe
Marc-Vivien Foé (Yaoundé, 1. svibnja 1975. – Lyon, 26. lipnja 2003.) je bio kamerunski nogometaš i reprezentativac. Njegov posljednji klub za koji je igrao je Manchester City. Preminuo je nakon utakmice kupa konfederacija protiv Kolumbije, uzrok smrti je bio srčani udar u 71. minuti utakmice.

## Vanjske poveznice
- O Marcu-Vivien Foeu
- Arhivirana inačica izvorne stranice od 15. svibnja 2010. (Wayback Machine)